# KartRider: Drift
KartRider: Drift (кор. 카트라이더 Drift, с англ. — «Гонщик Карта: Дрифт») — многопользовательская компьютерная игра, разрабатываемая компанией Nexon. Игра была анонсирована на мероприятии Microsoft’s X019 14 ноября 2019. Игра является обновлённой глобальной версией игры KartRider для ПК и Xbox One. Впервые франшиза выходит на консоли и имеет кросс-платформенную поддержку. Изначально релиз планировался на 2020 год, однако позже запуск был перенесён на 2021. В конце 2021 года было сообщено, что игру планируют выпустить в 2022 году.. 1—6 сентября 2022 прошло глобальное тестирование игры. Игра использует движок Unreal Engine 4. 7 ноября 2022 было объявлено о начале «предсезонного» релиза игры 11 января 2023 года.

## Разработка и выпуск
Вместе с анонсом игры была объявлена дата первое закрытого бета-тестирования, которое началось 5 декабря и закончилось 8 декабря 2019. Тестирование было доступно не во всех странах.
По сравнению с классической версией игры KartRider, в игру была добавлена возможность кастомизировать карты. Так же было объявлено, что игроки со всего мира могут играть друг против друга, в отличие от классической версии игры, где в каждом регионе свой лаунчер и сервер и свои уникальные обновления. Гоночные трассы представляют собой обновлённые и немного улучшенные трассы из классической версии.
13 мая 2020 Nexon анонсировал второе закрытое бета-тестирование на 3—10 июня 2020. Зона тестирования была расширена и теперь было в том числе и в России. На этом этапе тестирования была добавлена система сезонного пропуска, его приобретение было бесплатным.
28 октября 2021 было анонсировано третье закрытое бета-тестирование на 8—15 декабря 2021. Была добавлена поддержка консолей PlayStation 4, а также были добавлены новые темы для трасс.
18 августа 2022 Nexon запустил предрегистрацию. В анонсе также было объявлено о поддержке мобильных устройств на платформах Android и iOS.
30 августа 2022 Nexon объявил о глобальном тестировании на 1—6 сентября 2022.
7 ноября 2022 анонсирован предсезонный релиз игры на 11 января 2023.

## Игровые режимы
В игре, как и в классической версии, присутствуют несколько режимов, как одиночных, так и многопользовательских. Многопользовательские лобби могут быть как публичными, так и закрытыми. За заезды в закрытых лобби  не начисляется никакого опыта, в отличие от классической версии. В одном лобби может быть до 8 гонщиков. Соревноваться с другими можно как одному, так и в команде из двух или четырёх человек.

### Гонка на время
Этот режим представляет собой одиночный заезд на время на трассе, выбранной игроком. Игрок может выбрать любую трассу, на которой он хочет повысить своё мастерство. Все результаты сохраняются на сервере, список лучших игроков публикуется в официальных аккаунтах в социальных сетях игры.

### Трофейный режим
В этом режиме игрок должен подбирать трофеи для успешного преодоления карты из коробок, которые расположены в различных точках трассы, любой гонщик может собирать их по мере того, как он проходит трассу. Каждый игрок имеет 2 или 3 слота для оружия/защиты.

### Скоростной режим
В этом типе гонки игроки могут зарабатывать нитро. Для этого они должны дрифтовать во время гонки. Каждый игрок имеет свою собственную шкалу, которую нужно заполнять. При заполнении этой шкалы игрок получает нитро и шкала снова пустеет до нового заполнения и получения ещё одного трофея. Также в командных заездах есть ещё одна шкала, которая едина для всех участников команды. Командная шкала не даёт никаких трофеев при заполнении, а просто улучшает нитро до командного нитро, которое действует дольше обычного.

## Карты
В игре существует множество картов, которые делятся на 2 типа: карты для трофейного и для скоростного режимов. Так, карты для трофейного режима имеют улучшения, необходимые для этого режима, такие как дополнительная защита от некоторых видов атак, или напротив, улучшенную атаку. Так же в таких картах может быть третий слот для трофеев. Карты для скоростного режима же имеют улучшения в управлении, ускорении и устойчивости, а также реже, чем в трофейных картах, может быть дополнительный третий слот.

## Трассы
В игре существует несколько тем трасс, такие как "Пустыня", "Лес", "Ледник" и прочие. Трассы также делятся на трофейные и скоростные. Скоростные трассы более извилистые и недоступны в трофейном режиме. Трофейные трассы более простые и доступны для скоростного режима.